# لشك كولاكفسكي

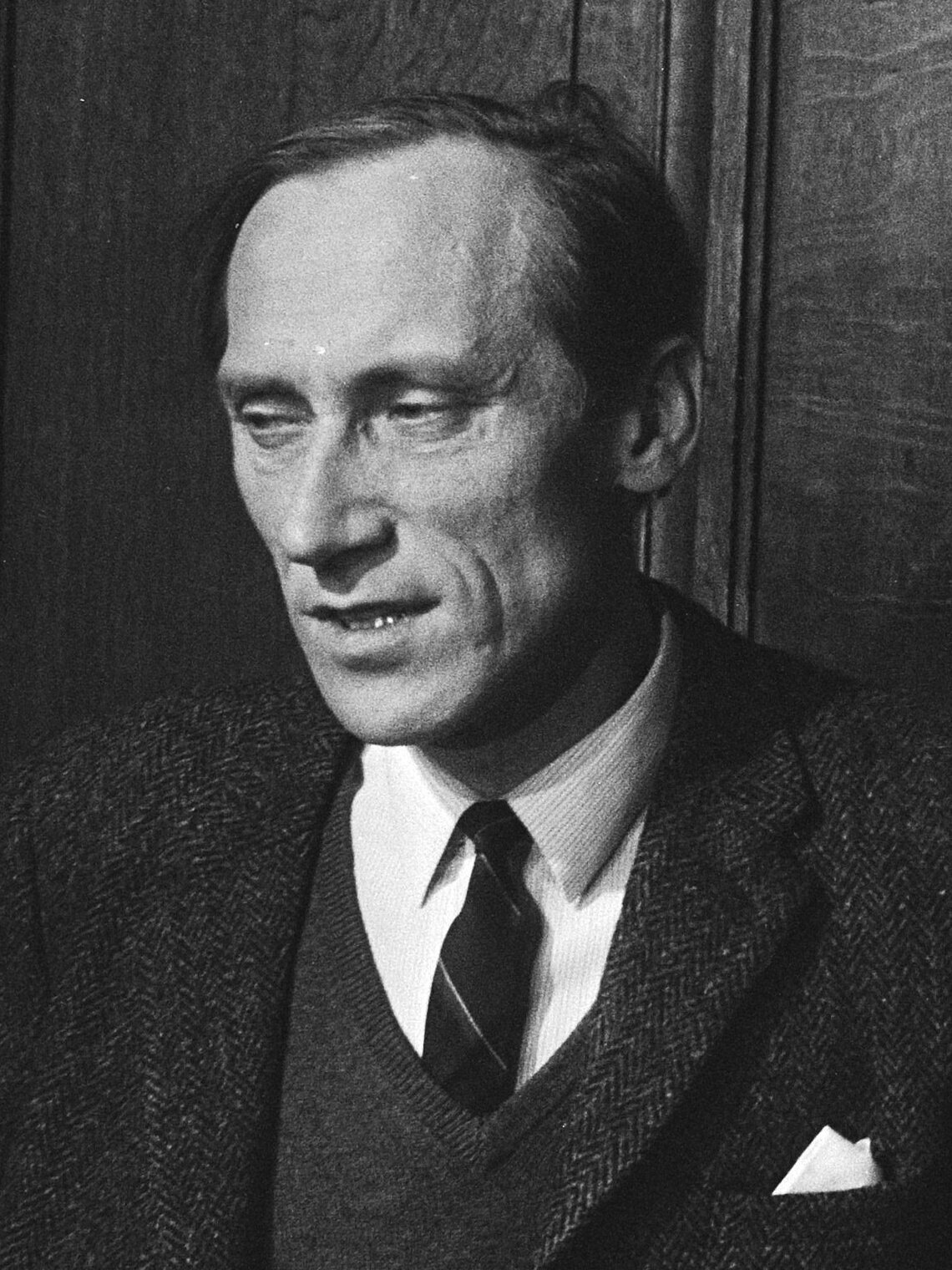

لشك كولاكفسكي بالبولندية: Leszek Kolakowski فيلسوف ومؤرخ أفكار بولندي، اشتغل بتاريخ الفلسفة وفلسفة الدين، ولد في 23 أكتوبر 1927 ومات في 17 يوليو 2009، اشتهر بنقده للماركسية خاصة في كتابه الأشهر ذي الأجزاء الثلاثة التيارات الماركسية الرئيسية وعدد من الكتب والمقالات الأخرى، وكتب أيضاً عن الفكر في القرن السابع عشر، وفكر بيرغسون وباسكال واسبينوزا، مترجم رئيسي لكتابات الفلسفية في القرن السابع عشر وألف أيضاً عدد من مجموعات المقالات حولها، وهو التخصص الذي أهله للفوز بالجائزة الأوروبية في فن المقال ، وتحفل مسيرة حياته بعدد من أرفع الجوائز الأوروبية والأمريكية في الفلسفة والإنسانيات من ضمنها جائزة كلوج أو جائزة الكونغرس الأمريكي المقابل الأمريكي لجائزة نوبل للعلوم الإنسانية. 

انضم لشك كالكوفسكي للحزب الشيوعي البولندي مباشرة بعد الحرب العالمية الثانية، قام الحزب الشيوعي بارساله في رحلة إلى موسكو بعد أن رأو فيه مفكراً واعداً، في موسكو تعرف بصورة مباشرة على جرائم الستالينية مما دفعه للانضمام لتيار مراجعة الماركسية الذي كان يهدف لتكوين اشتراكية ذات طابع إنساني بالدفاع عن والتركيز على الجانب الإنسي عند ماركس. أصبح كولاكفسكي من أهم مفكري تيار مراجعة الماركسية خلف الستار الحديدي، ورأى فيه اليسار الأوروبي الاشتراكي البطل القادر على إبراز ماركسية ذات طابع إنسانية بعد انتشار انتقاداته للماركسية الدوغمائية المطبقة في الاتحاد السوفيتي خلال مرحلة أكتوبر البولندي، بعد قمع الحركة تعرض أعضاء تيار مراجعة الماركسية لهجوم عنيف في الصحف وتم طرد بعضهم من الحزب وفصلهم من العمل، في هذه الفترة نشر كولكفسكي نقداً من أربعة أجزاء للجمود النظري للماركسية السوفيتية بما في ذلك الحتمية التاريخية، أدى ذلك لفصله من الحزب، ومن منصبه بجامعة وارسو ومنعه من مزاولة أي عمل أكاديمي، بعد مغادرة بولندا بدأ لشك كولكفسكي يعبر عن يأسه من الوصول لإشتراكية ذات طابع إنساني، وأن جرائم الستالينية ليست انحرافاً بقدر ما هي نتيجة منطقية للماركسية التي شرحها في كتابه التيارات الماركسية الرئيسية ، التحول الجذري في موقف كولاكفسكي من الماركسية كان محل استغراب وصدمة مفكري اليسار الاشتراكي الأوروبي التي عبر عنها في رسالة من مائة صفحة المؤرخ البريطاني الماركسي ادوارد ثومبسون، رد عليها كولافسكي بمقاله الساخر الشهير: رؤاي الصحيحة حول كل شئ . كما شملت تحولات كولاكفسكي الفكرية انتقاله من الإلحاد إلى تبني موقف إيجابي من الدين وكتابة أعماله الشهيرة في علم الأديان المقارت وفلسفة الدين.

## روابط خارجية
- لشك كولاكفسكي على موقع IMDb (الإنجليزية)
- لشك كولاكفسكي على موقع الموسوعة البريطانية (الإنجليزية)
- لشك كولاكفسكي على موقع مونزينجر (الألمانية)
- لشك كولاكفسكي على موقع إن إن دي بي (الإنجليزية)
- لشك كولاكفسكي على موقع قاعدة بيانات الفيلم (الإنجليزية)